# Das sonderbare Liebesleben der Erdlinge
Das sonderbare Liebesleben der Erdlinge (Originaltitel: The Mating Habits of the Earthbound Human) ist eine US-amerikanische Filmkomödie aus dem Jahr 1999. Die Regie führte Jeff Abugov, der auch das Drehbuch schrieb und eine Nebenrolle übernahm. Die Hauptrollen spielten Mackenzie Astin und Carmen Electra. Der Film kam nicht in die deutschen Kinos und wurde ab dem 25. Januar 2000 auf VHS vermarktet.

## Handlung
Im Film wird von einem „außerirdischen“ Kommentator die Geschichte eines Paares als ein Beispiel für die Paarungsrituale der Menschen vorgestellt.
Das „Männchen“ Billy, ein Buchhalter, und das „Weibchen“ Jenny Smith treffen sich in einer Bar. Billy bekommt von Jenny ihre Telefonnummer, die er in der Kleidung vergisst und durch die Reinigung verliert. Billy ruft darauf alle J. Smith in der Umgebung an, wodurch der Kontakt wieder zustande kommt.
Es wird ein Date verabredet, Billy und Jenny verbringen einen romantischen Abend. Beim nächsten Treffen werden sie angegriffen, doch die in den Kampfsportarten bewandte Jenny überwältigt die Räuber. Billy und Jenny beginnen eine ernsthafte Beziehung. Bevor es zum Sex kommt, will Jenny, dass beide einen HIV-Test machen. Billy ist niedergeschlagen, als er am Telefon vom negativen Ergebnis hört; erst sein Freund erklärt ihm, dass dies eigentlich eine gute Nachricht sei.
Billy lernt Jennys Eltern kennen, ihr Vater ist ein Waffennarr. Jenny lernt die asozialen Eltern von Billy kennen. Das Starren seines Vaters auf Jennys Brüste erklärt der Außerirdische mit der Sorge um die Ernährung der Enkelkinder.
Jenny und Billy machen einen Wochenendausflug in eine Hippie-Stadt. Jenny vergisst, die Verhütungsmittel einzupacken; vor Ort kann man keine kaufen. Sie wird schwanger, neun Monate später wird ein Kind geboren.

## Kritiken
Henry Cabot Beck schrieb auf Film.com, der Film würde einem Pornofilm ohne Pornografie ähneln und wäre so schlecht gemacht, wie es nur ginge.
Michael Dequina schrieb auf Mr. Brown's Movies, das Konzept der Komödie würde allenfalls für fünf Minuten eines Films reichen. Lediglich einige Kommentare des Erzählers fand er amüsant.